# Holotrichia magna
Holotrichia magna är en skalbaggsart som beskrevs av Takashi Itoh 1995. Holotrichia magna ingår i släktet Holotrichia och familjen Melolonthidae. Inga underarter finns listade i Catalogue of Life.